# Gräberfeld von Ramsättra

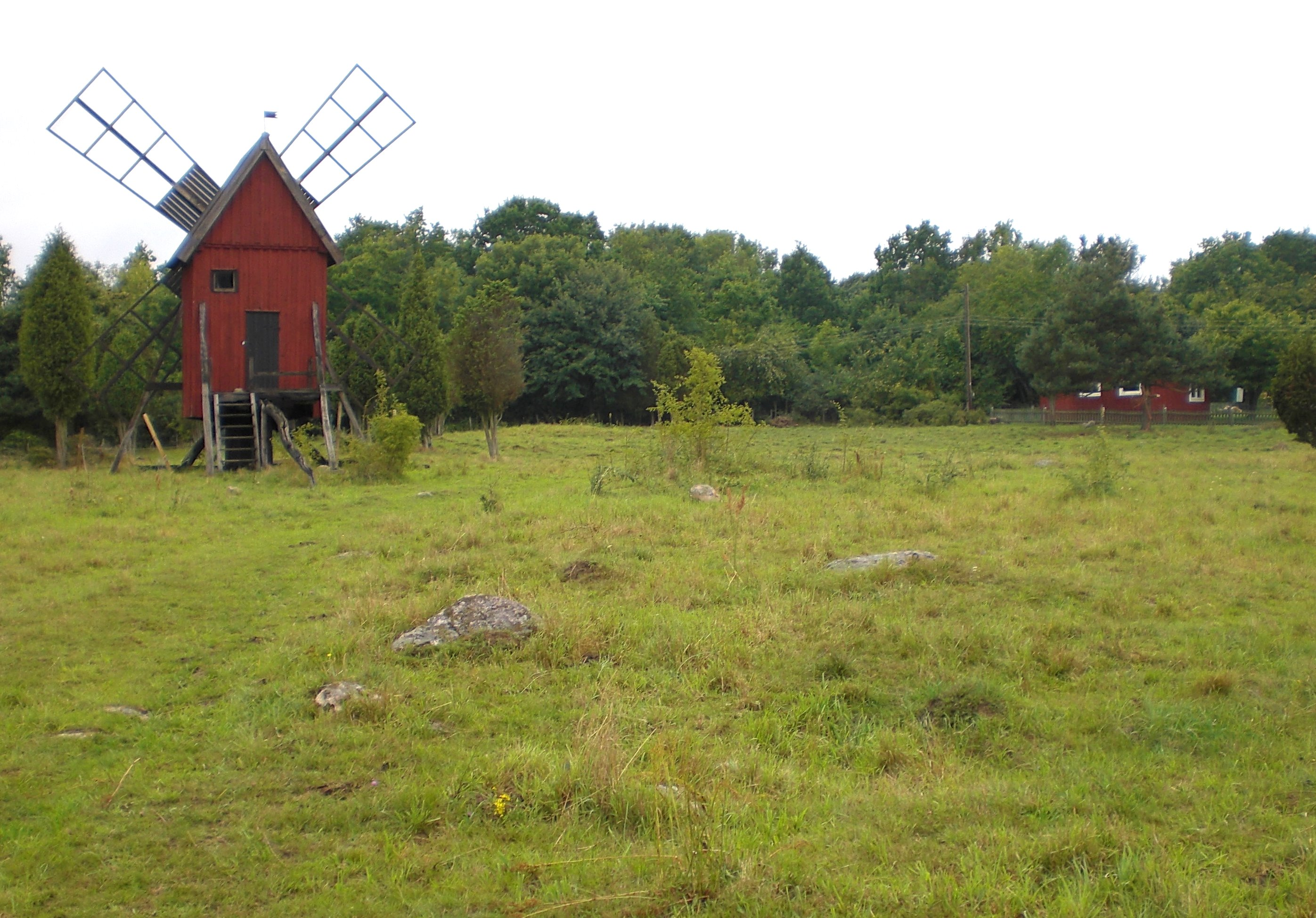
Gräberfeld von Ramsättra

Das Gräberfeld von Ramsättra ist ein Gräberfeld im Dorf Ramsättra auf der schwedischen Ostseeinsel Öland.
Das Feld befindet sich westlich der Straße von Köpingsvik nach Sörby. Im südwestlichen Teil des Geländes steht eine der für Öland typischen Windmühlen.
Das Gräberfeld umfasst eine rechteckige und 34 runde Steinsetzungen. Es wird angenommen, dass die Bewohner der Region während der frühen Eisenzeit, etwa zwischen 500 vor und 500 nach Beginn unserer Zeitrechnung, hier ihre Toten bestatteten. Üblicherweise wurden die Leichen zunächst verbrannt. Neben verbrannten Knochenresten finden Archäologen in vergleichbaren Anlagen häufig Tongefäße, Werkzeuge, Schmuck und sonstigen persönlichen Besitz.
In der Nähe befindet sich die Röse bei Ramsättra.